# Testimonia
Testimonia (z łac. „świadectwa”) – termin z zakresu krytyki tekstu. Jest to rodzaj odsyłaczy zamieszczanych w wydaniu danego dzieła (na ogół na każdej stronie pomiędzy samym tekstem a aparatem krytycznym) wyliczających miejsca w dziełach innych autorów, którzy powołują się na wydawany tekst, względnie miejsca w dziełach innych autorów, na które powołuje się autor wydawanego tekstu.
Bardziej rozbudowane testimonia mogą obejmować też cytaty.